# روي والكر
روي والكر (بالإنجليزية: Roy Walker)‏ هو مخرج فني بريطاني وأمريكي، ولد في 1931 في Tonbridge ‏ في المملكة المتحدة، وتوفي في 6 يناير 2013.

## وصلات خارجية
- روي والكر على موقع IMDb (الإنجليزية)
- روي والكر على موقع قاعدة بيانات الفيلم (الإنجليزية)